# Водопад на реке Чаваньга
Водопа́д на реке́ Ча́ваньга — гидрологический памятник природы. Расположен в 12 километрах от села Чаваньга, вверх по одноимённой реке, в 2,5 километрах ниже точки впадения реки Малая Чаваньга.
Придать статус охраняемой территории было предложено ещё в 1979 году; 15 января 1986 года Мурманским облисполкомом приказом номер 24 водопад получил статус регионального памятника природы. Кроме самого, состоящего из трёх каскадов водопада, охране подлежат прибрежные территории обоих берегов реки шириной 500 метров на расстоянии 1 километр (общей площадью 1 км²).
На охраняемых землях запрещена любые промышленные работы, вырубка леса и любая деятельность, приводящая к загрязнению и нарушению сохранности памятника.
Водопад состоит из трёх каскадов, растянутых на расстояние километра, высотой 2, 3 и 4,5 метров. Уступы водопада сложены живописными комплексами гранитных и гранитно-гнейсовых пород, обветренных до разнообразных причудливых форм. Растительность в окрестностях водопада относится к таёжной зоне с многочисленными небольшими озёрами, заболоченными участками рек и покрытыми лесом сопками. В водах Чаваньги в этом месте водятся сиг, хариус и кумжа.